# Burn (напій)

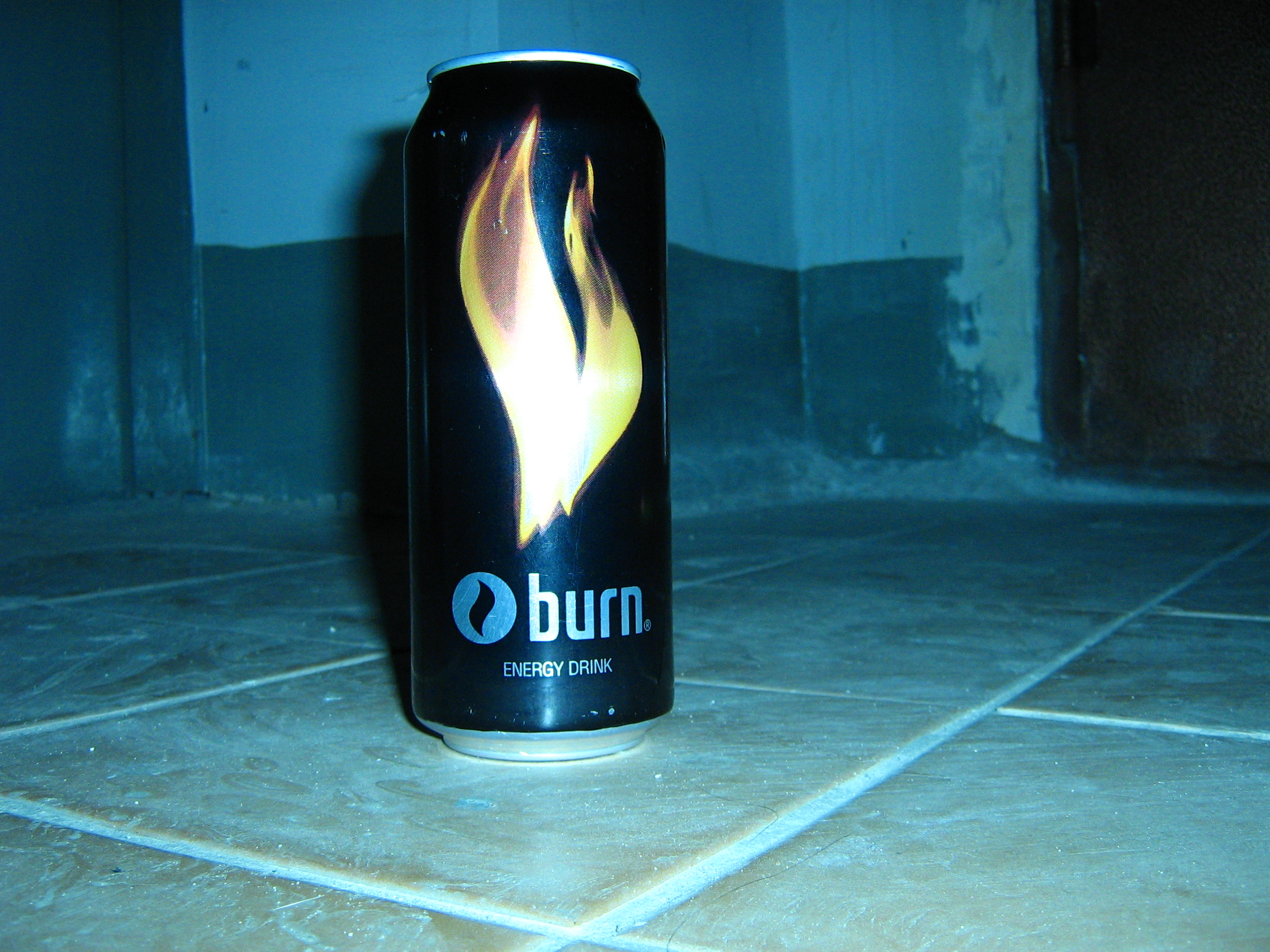
Енергетичний напій «Burn», бляшанка місткістю 500 мл

Burn (Берн) — енергетичний напій, який випускає компанія The Coca Cola Company.

## Опис напою
Напій випускають в алюмінієвих банках, місткістю 0,25 та 0,5 л. Банка пофарбована у чорний колір та має зображення жовтогарячого язика вогню й назви «Burn». У перекладі на українську назва напою означає «запалюючий» або «пекучий» напій. Будучи популярним, напій продається й у маленьких кіосках і в невеликих магазинах.
Напій має рожево-бордовий колір і кислуватий смак (на відміну від Кока-коли). Особливістю Burn'а є те, що до його складу не входить або входить дуже мало вітамінів, однак вміст кофеїну в ньому становить 320 мг/л, що набагато вище, ніж в «Кока-колі» (не більш ніж 110 мг/літр). У зв'язку із цим цей напій має призначення чисто енергетичного характеру. Крім того, кофеїн, на відміну від Кока-коли, перебуває в ньому не у зв'язаному, а в чистому виді.
Напій вміщує й інші активні речовини: таурін, глюкуронолактон, інозитол, екстракт гуарани.

## Протипоказання
Напій не рекомендується дітям до 18 років, вагітним, жінкам, що годують, людям похилого віку, людям, які мають підвищену нервову збудливість, людям, що мають безсоння, порушення серцево-судинної системи, і тим, хто має гіпертонію. Також не рекомендується вживання більш як 500 мл напою на добу.

## Вплив на людину
Основні споживачі напою — водії, які займаються перегонкою важких великовантажних автомобілів вночі, молодь. Burn рекламується як стильний напій, відповідний до диско-стилю.
|  | Енергетичний напій більше шкодить, ніж допомагає, беручи запас енергії людини в кредит, за який платити, як правило, нічим. … Вживаючи енергетичні напої, організм практично працює на межі своїх можливостей, постійно перебуваючи в режимі стресу. Про це свідчить прискорене серцебиття й підвищений тиск. |

Burn — типовий енергетичний напій, який уже через невеликий проміжок часу (необхідний для того, щоб активні речовини засвоїлися в шлунку) діє на людину. При цьому часовий проміжок становить близько 30 хвилин. Діє він набагато довше, ніж звичайна кава — не менш 3-4 годин, при цьому він повністю активізує організм — підвищує кров'яний тиск, підживлює вітамінами мозок, м'язи, різко знімає практично до нуля втому. Однак після закінчення дії напою необхідно добре виспатися — ресурси організму вже повністю виснажуються.